# Alberto García
Alberto García Fernández, né le 22 février 1971 à Madrid, est un athlète espagnol, spécialiste du fond.
Sa meilleure performance en 2008 sur 5 000 m est de 13 min 20 s 48. Il mesure 1,63 m pour 53 kg.
Il détenait le record d'Espagne de 1998 à 2010 (13:04.64 en 1998 et 13:02.54 en 2001).

## Palmarès

### International
- médaille d'or aux championnats d'Europe de 2002 sur 5 000 m.